# Пітер Нортон
Пі́тер Но́ртон (англ. Peter Norton; нар. 14 листопада 1943 року) — американський підприємець, програміст та філантроп.

## Біографічні дані
Народився 14 листопада 1943 року в Абердині, штат Вашингтон. У 1965 році закінчив Рід-коледж. У 1970-х роках провів близько п'яти років у буддистському монастирі в районі Бухти Сан-Франциско. До появи персональних комп'ютерів він пропрацював з десяток років на мейнфреймах і мінікомп'ютерах декількох компаній, у тому числі Boeing та Лабораторії реактивного руху Каліфорнійського технологічного інституту.
Його перші програмні утиліти, написані мовою низького рівня, дозволили програмістам отримати доступ до розділу ОЗП комп'ютерів, яку компанія IBM зазвичай резервувала для діагностування. Це стало першим кроком П. Нортона до слави, яку він згодом отримав як розробник системних утиліт до персонального комп'ютера та автор довідкової літератури на цю тематику.
Коли у 1981 році з'явився перший персональний комп'ютер IBM PC, Нортон був одним із перших, хто придбав його. Після того як він був звільнений з роботи в авіаційно-космічній галузі за скороченням штату, він освоїв програмування ПК, щоб заробляти собі на прожиття.
У 1982 році він випадково видалив вихідний файл з жорсткого диска комп'ютера. Можна було витратити декілька днів і внести в комп'ютер всю інформацію з початку, проте Нортон зробив по-іншому — швидко написав програму (UnErase), яка відновлює на диску видалені дані. Річ у тім, що операційна система MS-DOS при виконанні команди «видалити файл» (Delete чи Erase) насправді фізично не стирає його вміст з магнітного носія, а лише в особливому місці диска позначає місце, яке займав файл як вільне для повторного використання. Якщо встигнути зняти цю позначку до того, як на «вільне» місце буде записана нова інформація, то видалені дані виявляться повністю відновленими. На цій простій ідеї, яка до цього не приходила нікому в голову Пітер Нортон згодом заробив мільйони.
Ця утиліта разом деякими іншими утворили пакет Norton Utilities. Згодом у пакет було додано Norton Commander — зручний файловий менеджер для операційної системи MS-DOS.
У 1980-ті роки П. Нортон — власник компанії Peter Norton Computing зі статутним капіталом 500 000 доларів й автор книги-бестселера «The Peter Norton Programmer's Guide to the IBM-PC». Компанія займалась поширенням пакета Norton Utilites. Замість абстрактного логотипа коробку з програмним забезпеченням прикрасила фотографія Пітера Нортона. Розрахунок був простий: потенційні покупці з великою ймовірністю «клюнуть» на пропозицію, що виходить не від безликої компанії, а від реальної людини, яка відповідає за якість. Відтоді портрет Пітера Нортона в сорочці й краватці, який пильно дивиться на користувача, прикрашає всі продукти, що носять його ім'я, і став своєрідним знаком якості.
Невелика програма Norton Commander стала на той час основним інструментом щоденного використання й у підсумку стала символом DOS-епохи у значно більшій мірі чим власне текстовий інтерфейс операційної системи DOS. До популярних програмних продуктів також належали «Norton Integrator», «Norton Disc Doctor» та інші. У 1983 році Нортон видав книгу «Inside IBM PC», що стала справжнім програмістським бестселером й перекладалася багатьма мовами світу.
У серпні 1990 Пітер Нортон продав за 75 мільйонів доларів свою компанію фірмі Symantec разом із брендом Norton. Роком перед цим організував разом із дружиною Еллін благодійний фонд сімейства Пітера Нортона (англ. Peter Norton Family Foundation) для підтримки художників. Сімейство Нортонів є власниками найбільшої у США колекції сучасного мистецтва.

## Цікаві факти
- Хоч іменем Нортона названо одну з найпопулярніших антивірусних програм («Norton Internet Security»), сам він до 1987 року відкидав можливість існування комп'ютерних вірусів, називаючи їх «неіснуючим міфом» й порівнюючи їх «з казками про крокодилів, що живуть у каналізації Нью-Йорка» (англ. Sewer alligator, популярна у США легенда про велетенських крокодилів, що живуть у старих каналізаціях міст)[7].
- Пітер Нортон не допустив оприлюднення особистого листування Селінджера з Джойс Мейнард. 23 червня 1999 року Мейнард виставила своє листування з Селінджером на продаж, лот на аукціоні Сотбі містив 14 листів, з яких починався їх роман у 1972 році. Нортон придбав листи за 156 500 доларів й повернув письменнику, не розкриваючи конвертів[8].